# Tientsin
Tientsin, conosciuta anche come Tianjin (in cinese 天津S, TiānjīnP, lett. "guado fluviale celeste", pr. cinese: [tʰjɛ́ndʑín]; pr. it. [tjɛnˈʤin], detta Tianjin Municipality nelle versioni per l'estero dei siti ufficiali), è una delle quattro municipalità della Repubblica Popolare Cinese direttamente controllate dal governo centrale.
L'area metropolitana si estende su una superficie di 11 760 km² e nel 2014 aveva una popolazione di 15 200 000 abitanti, che la rendono la quarta municipalità della Cina per popolazione dopo Shanghai, Pechino e Chongqing. Negli anni 2000 Tientsin, grazie alla presenza di un significativo bacino produttivo tecnologico, ha registrato una tra le maggiori crescite di PIL su base annua tra le città cinesi. Dal 2007 ospita la sessione estiva del Forum economico mondiale di Davos.

## Geografia fisica

### Caratteristiche
La municipalità di Tientsin è in gran parte pianeggiante, con l'eccezione della parte settentrionale dove si trovano i monti Yanshan; la cima più alta della municipalità è lo Jiushanding che raggiunge i 1078 m. Il fiume Hai He nasce nella municipalità di Tianjin dalla confluenza di cinque corsi d'acqua: lo Ziya, il Daqing, lo Yongding, il Grande Canale Nord e il Grande Canale Sud; anche il suo sbocco nell'Oceano Pacifico si trova sempre nella municipalità, nel distretto di Dagu.
L'area urbana di Tientsin si trova nella parte centro-meridionale della municipalità.
Oltre alla conurbazione di Tianjin nella municipalità si trova anche il distretto di Binhai-Tanggu sul golfo di Bohai, sede della zona di sviluppo economico TEDA e del distretto finanziario di Yujiapu. In questo distretto è inoltre in sviluppo la Sino-Singapore Ecocity, la più estesa area di sviluppo urbanistico basata su principi di sostenibilità e su infrastrutture urbanistiche votate al risparmio energetico, progettata per ospitare fino a 350.000 residenti.
La contea di Jixian, nella parte settentrionale, ospita un'area di rilievo paesaggistico e ricreativo ed è tagliata dalla Grande muraglia cinese.

### Clima
Il clima di Tientsin è un clima continentale umido influenzato dai monsoni (Dwa secondo la classificazione climatica di Köppen), caratterizzato da estati calde e umide, e inverni freddi e secchi. 
Le temperature in città sono fortemente influenzate dalle correnti ventose, si registrano sbalzi di temperatura avvertita, che vanno dai -7 °C di gennaio ai 35 °C di agosto.
Le primavere sono ventose e secche, la maggior parte delle precipitazioni avvengono in luglio e agosto.
A Tianjin in primavera si verificano occasionalmente tempeste di sabbia che soffiano dal deserto del Gobi e che possono durare anche alcuni giorni.

## Storia
Con i Trattati di Tientsin (25 ottobre 1860) la Gran Bretagna poté controllare più di tre quarti dell'ingente commercio cinese, con un nuovo incremento al traffico dell'oppio. Dal 1801 al 1820 l'esportazione ammontava a 5.000 casse annue. L'istituzione di una rete di compagnie commerciali ausiliarie, capeggiate dalla Jardine Matheson, favorì un aumento vertiginoso del traffico dell'oppio: nel 1830 le casse ammontarono a 18.956, nel 1836 a 30.000, nel 1860 a 58.681, nel 1880 a ben 105.508 casse (Kd 28).

### Le concessioni straniere
Dal 1901, grazie all'intervento delle potenze straniere contro i ribelli nella Rivolta dei Boxer, l'Italia, l'Impero britannico, la Francia, il Giappone, la Russia, l'Impero austro-ungarico ed il Belgio ebbero delle concessioni territoriali nella città. Quella italiana fu utilizzata principalmente come sede diplomatica per l'Oriente e presidio della Regia Marina.
Dopo la seconda guerra mondiale, nel 1947, l'Italia dovette rinunciare alla sua concessione (vedi trattati di Parigi).

### Dal dopoguerra a oggi
La città, di pari passo con lo sviluppo economico del paese, è diventata uno dei principali nodi economici del nord della Cina, dotata di uno dei principali porti commerciali nazionali. Nell'area di Binhai, nel distretto di Tanggu, si sono concentrati investimenti industriali e immobiliari delle principali società multinazionali, in particolare attorno alla Tianjin Economic-Technological Development Area (TEDA) creando un ampio distretto economico agevolato da politiche commerciali governative (Free Trade Zone). Grazie al massiccio sviluppo infrastrutturale nazionale la città è dotata di collegamenti ferroviari ad alta velocità con Shanghai e Pechino che le hanno permesso di ospitare parte delle manifestazioni legate alle Olimpiadi del 2008, occasione che ha segnato la svolta del contemporaneo sviluppo urbano della città.
Alle ore 23.30 locali del 12 agosto 2015, un incendio ha interessato la Ruihai International Logistic, una compagnia nata nel 2011 per importare ed esportare materiale chimico e di altro tipo. Ne sono generate esplosioni di incredibile potenza; la seconda in particolare ha generato una forza pari a 21 tonnellate di TNT ed è stata visibile dallo spazio. Il numero delle vittime è stato di 173 morti e più di 800 feriti.

## Monumenti e luoghi d'interesse

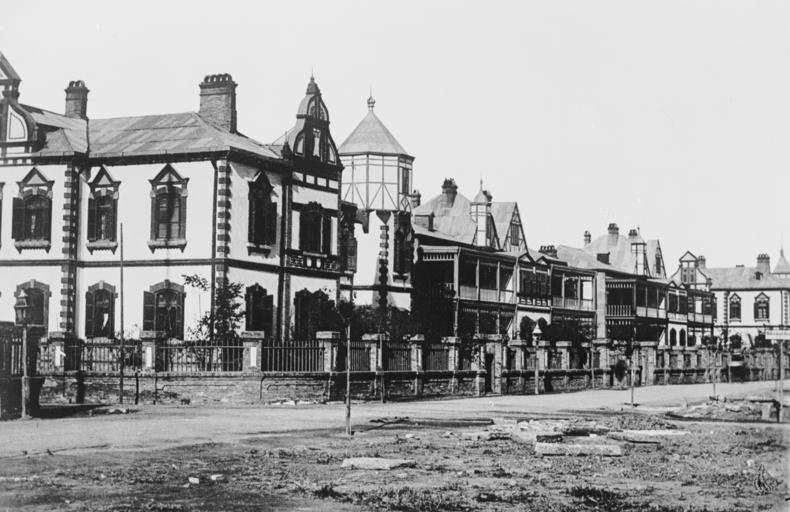
La Wilhelmstraße, nella quale vi si trovava la sede del consolato austro-ungarico, mantiene l'impronta di una classica strada austriaca.

La città si segnala per l'eccezionale attrattiva che costituiscono i quartieri delle concessioni italiana, francese e austro-ungarica (poi passata all'Italia), costituiti come presenza commerciale dei rispettivi paesi così come avvenuto in altre città cinesi come Qingdao e Shanghai.
Tra le cinque maggiori attrazioni è presente la biblioteca di Tianjin.

### Il quartiere italiano

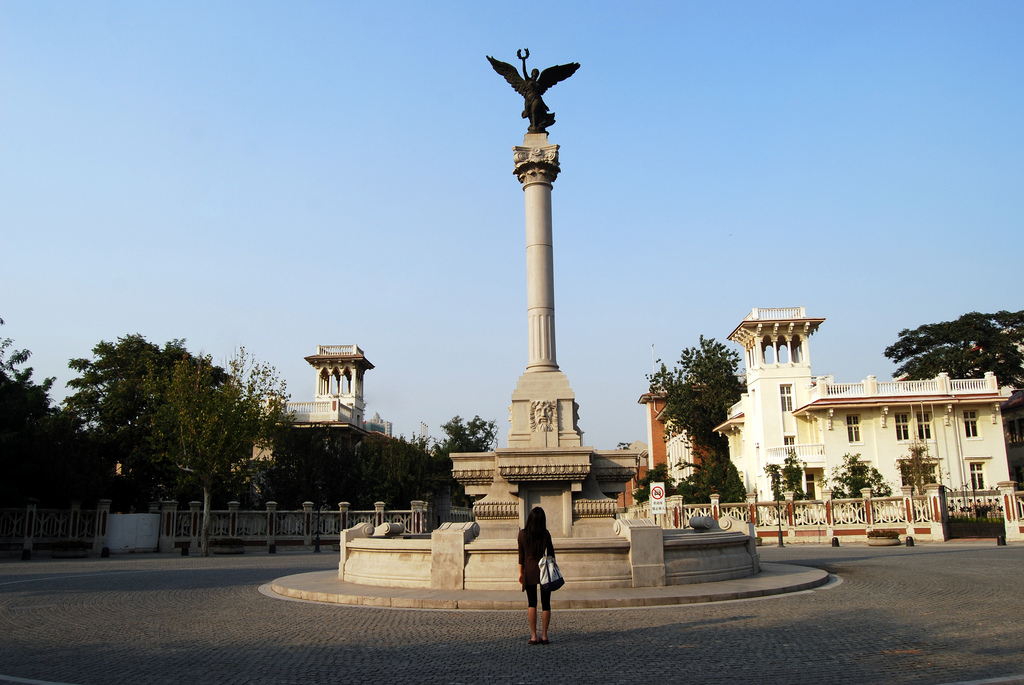
Monumento ai Caduti della prima guerra mondiale, oggi Piazza Marco Polo

Il quartiere italiano, costituito dalla vecchia Concessione Perpetua di Tientsin, è posto lungo il fiume Hai He, tra i quartieri francese ed austro-ungarico. Esso costituisce un unicum di architettura italiana in Cina, di stampo marcatamente siciliano: gli architetti che nella prima metà del Novecento costruirono i vari edifici si ispirarono allo stile liberty e art déco che caratterizzava le costruzioni coeve dei viali a mare di Palermo e di tutte le altre località di mare del periodo. La municipalità ha salvaguardato queste architetture riaprendole al pubblico con funzioni culturali e di intrattenimento coinvolgendo nel recupero società italiane.
Tra gli edifici più interessanti si segnalano il Consolato con la Casa del Fascio (dalla singolare torre a forma di fascio littorio che domina il quartiere), l'ex Caserma Ermanno Carlotto, le scuole, risalenti queste ultime agli anni trenta, la fontana monumentale dedicata a Marco Polo dell'architetto Giuseppe Boni. Le vie sono distinte con una doppia denominazione sino-italiana: Piazza Regina Elena, che presenta il Monumento ai Caduti della prima guerra mondiale, Corso Vittorio Emanuele III, Piazza Dante, Via Trento, Via Trieste e Via Ermanno Carlotto, quest'ultimo intitolata all'eroe italiano che combatté la Guerra contro i Boxer.

## Infrastrutture e trasporti
La città è collegata al porto di Tianjin, il più grande porto della Cina settentrionale e principale accesso marittimo di Pechino. Tientsin dispone inoltre di una rete metropolitana, inaugurata nel 1984, che nel 2016 dispone di quattro linee e di una tranvia su gomma basata sulla tecnologia Translohr. Una delle quattro linee in funzione collega Tientsin con il nuovo distretto di Binhai.
La città è servita dall'Aeroporto di Tianjin-Binhai, a 13 km dal centro urbano nel distretto di Dongli, ed è abilitata ad usufruire del nuovo scalo - ormai terminato - di Pechino-Daxing, la cui apertura è avvenuta nel 2019. Vi si trova inoltre la torre di trasmissione Tianjin Radio and Television Tower, alta più di 415 m.

## Sport
Le squadre sportive con sede a Tianjin sono:
Chinese Super League
- Tianjin Taida
- Tianjin Quanjian

China Baseball League
- Tianjin Lions

China Women Volleyball League
- Tianjin Bridgestone Women Volleyball Team

La città ha ospitato i Campionati mondiali di tennistavolo del 1995.

## Nei Media
Il film del 2003 Ping Pong - Il ritorno parla della nazionale di Tennis Tavolo partecipante alla competizione svoltasi in città nel 1995.

## Amministrazione

### Gemellaggi
Tianjin è gemellata con:
- Kōbe, dal 1973
- Filadelfia, dal 1980
- Greenville
- Melbourne, dal 1980
- Yokkaichi, dal 1980
- Sarajevo, dal 1981
- Nord-Passo di Calais, dal 1984
- Milano, dal 1985
- Groninga, dal 1985
- Chiba, dal 1986
- Plovdiv, dal 1989
- Smirne, dal 1991

- Abidjan, dal 1992
- Ulan Bator, dal 1992
- Charkiv, dal 1993
- Mykolaïv, dal 1993
- Comune di Jönköping, dal 1993
- Incheon, dal 1993
- Łódź, dal 1994
- Stato di Rio de Janeiro, dal 1995
- Amazonas, dal 1997
- Haiphong, dal 1999
- Nampho, dal 2002

## Galleria d'immagini

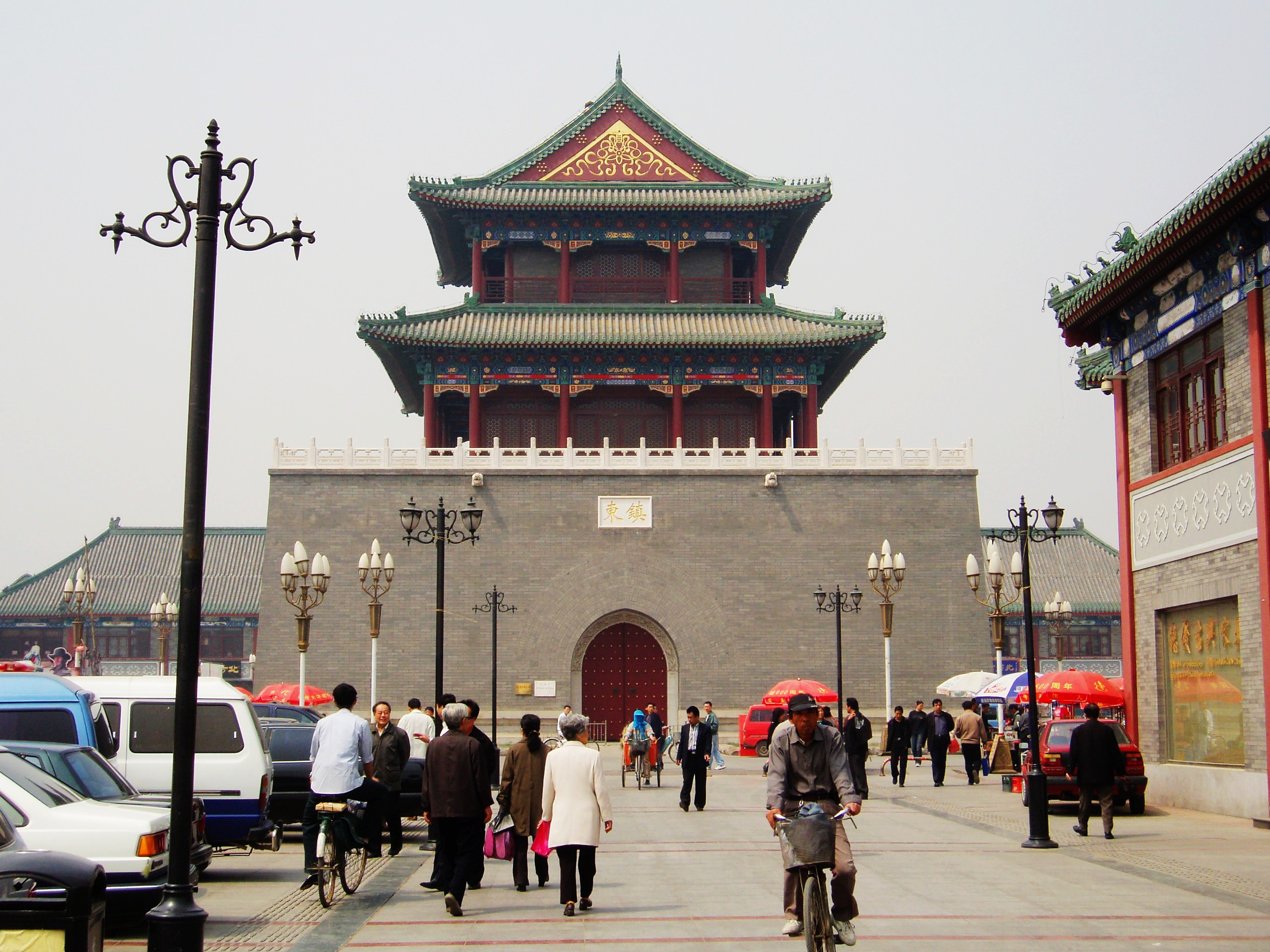
Torre del Tamburo
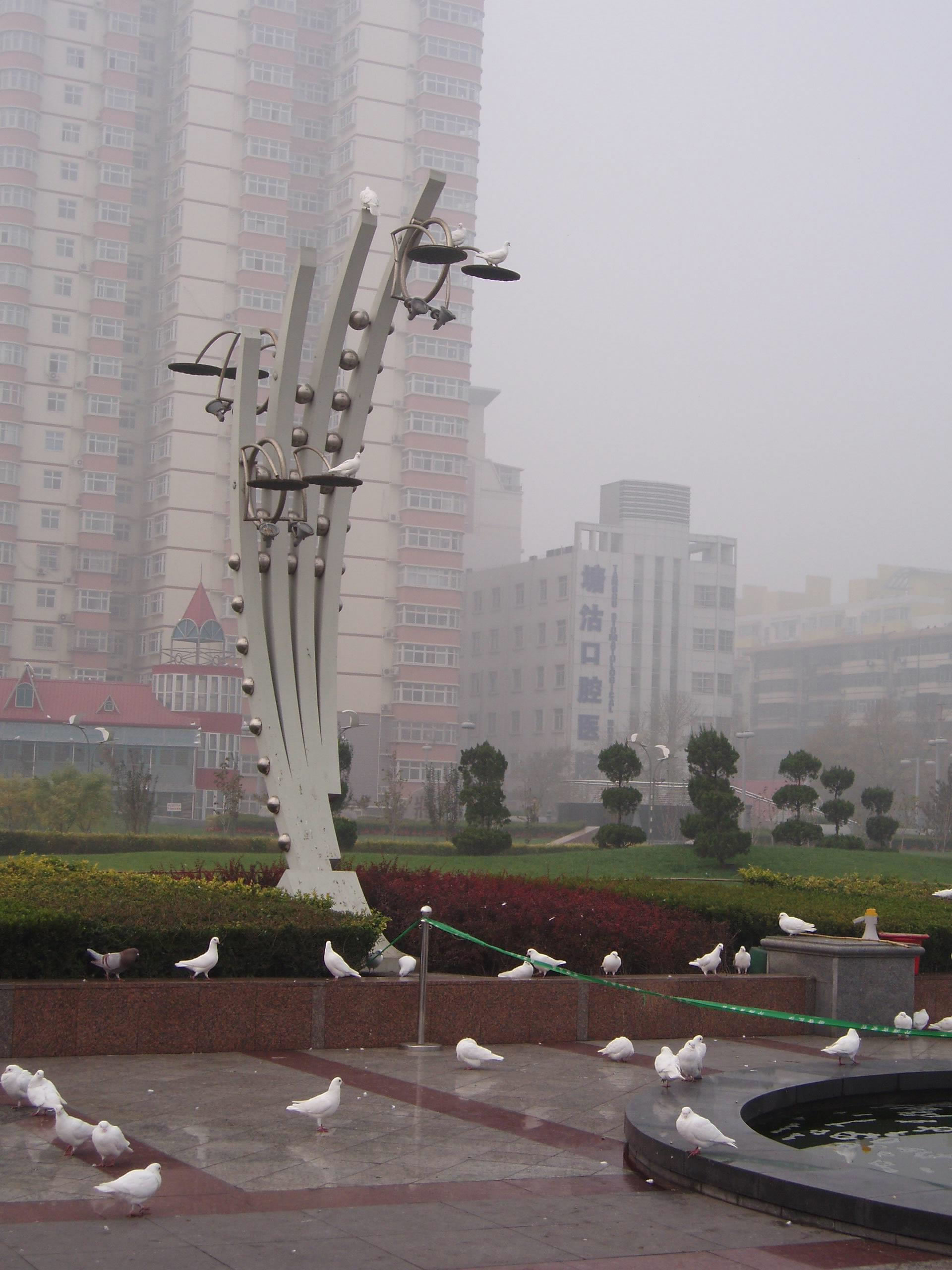
Distretto di Tanggu
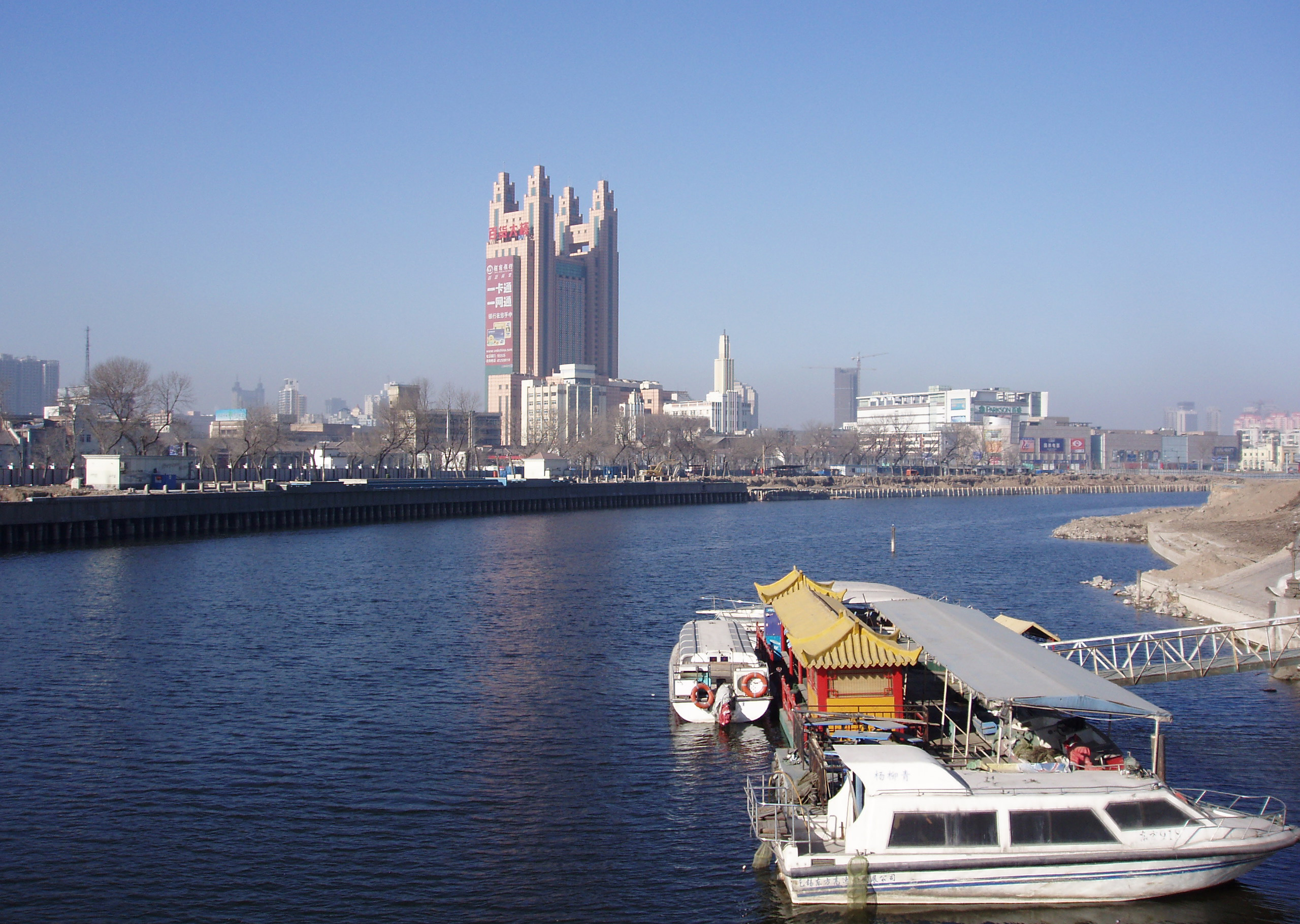
Distretto di Heping
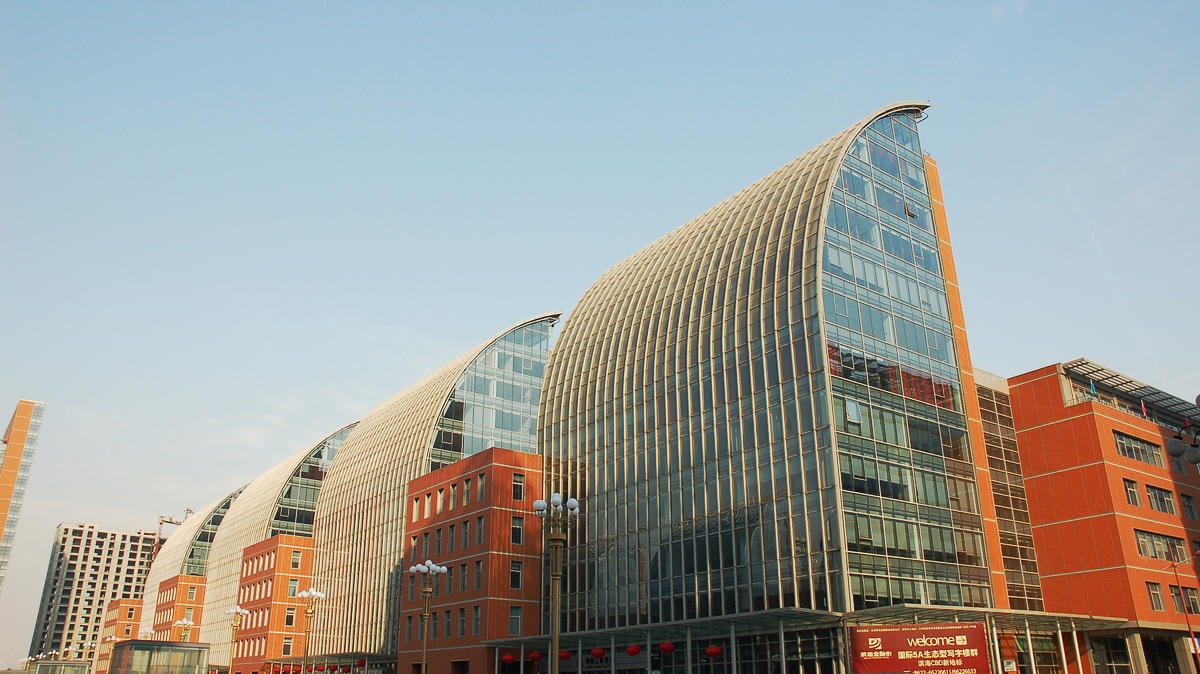
Edifici moderni del distretto economico
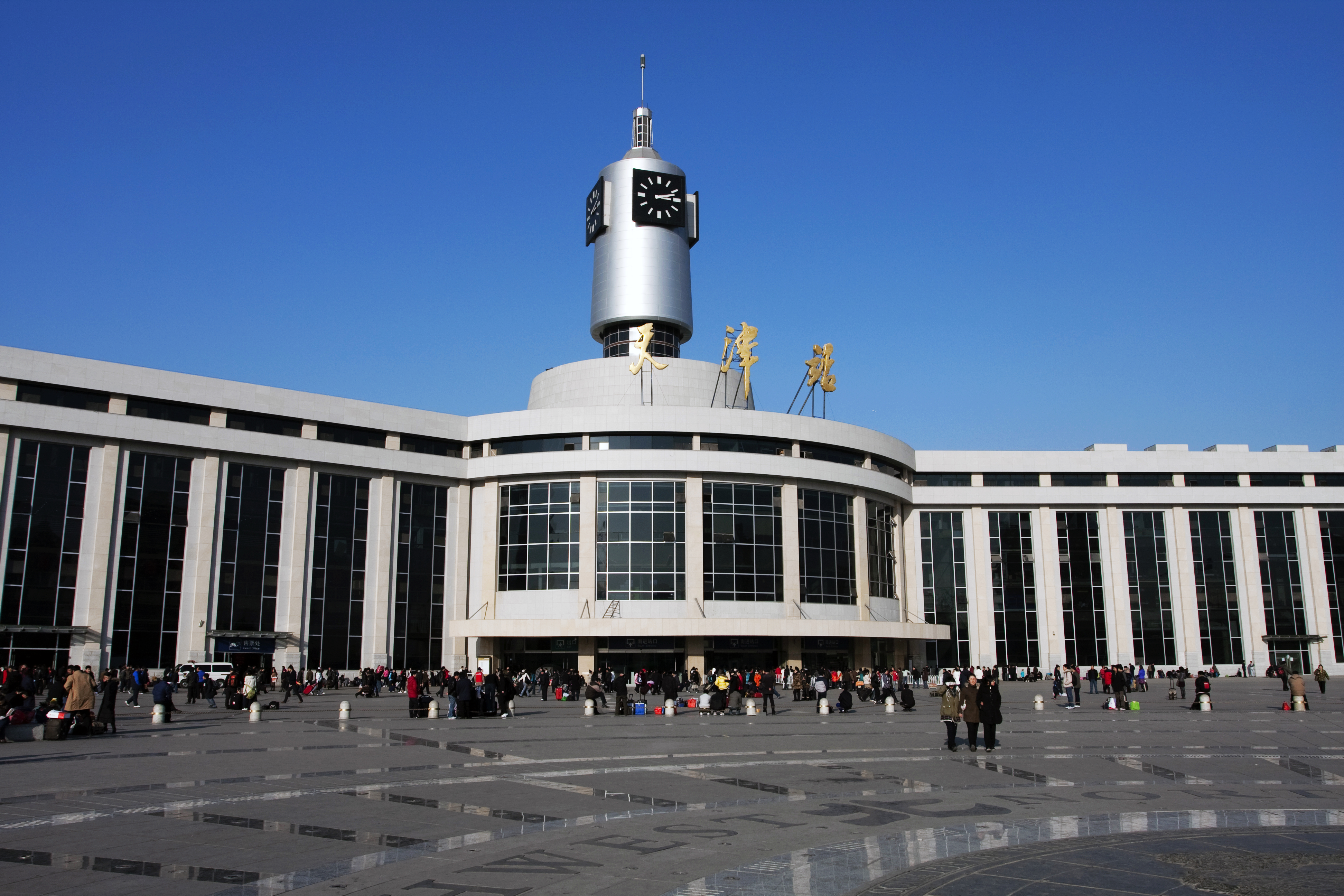
Stazione Centrale di Tianjin
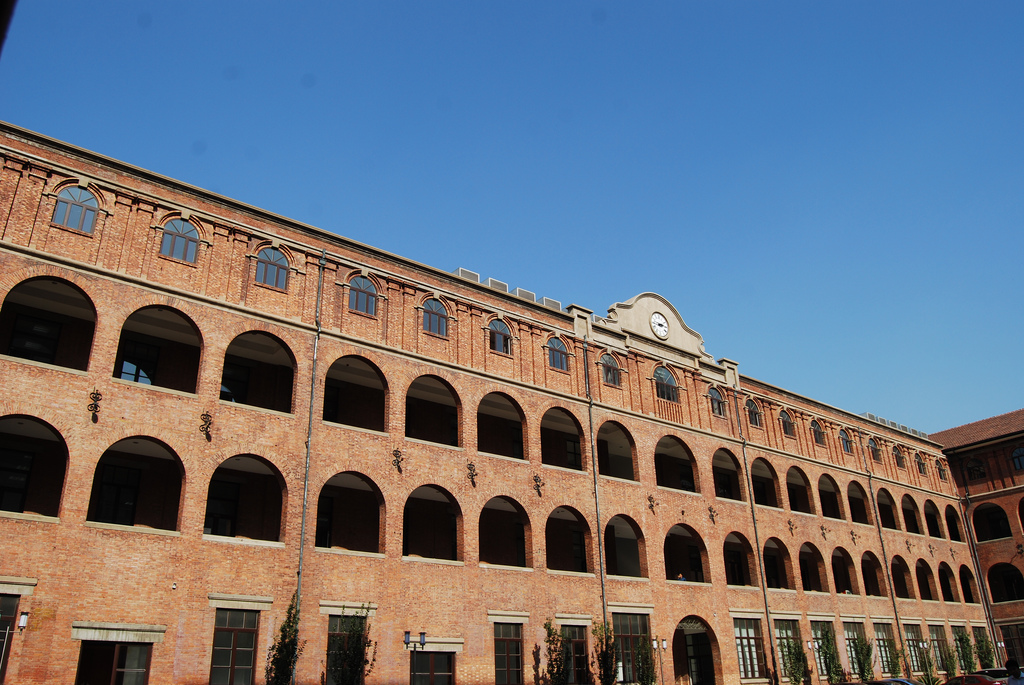
La vecchia Caserma Ermanno Carlotto ristrutturata.